# Luci Cluenci
Luci Cluenci (en llatí Lucius Cluentius, al que Eutropi anomena Aule Cluenci, (Aulus Cluentius) era un general dels italians durant la guerra social.
Va derrotar a Sul·la a la rodalia de Pompeis, però després el mateix Sul·la el va derrotar, l'any 89 aC i va perdre trenta mil homes en la fugida cap a Nola i vint mil més van morir davant els murs d'aquesta ciutat quan els habitants només van voler obrir una porta per por que Sul·la entrés per alguna si se'n obrien més. El mateix general Cluenci va morir en la lluita davant de Nola.